# Neocheiridium triangulare
Neocheiridium triangulare es una especie de arácnido del orden Pseudoscorpionida de la familia Cheiridiidae.

## Distribución geográfica
Se encuentra en Brasil.